# Sycophila fusca
Sycophila fusca (лат.) — вид наездников рода Sycophila из семейства Eurytomidae (Chalcidoidea). Встречается в Африке (Танзания). Видовое название fusca связано с основной коричневой окраской.

## Описание
Мелкие наездники, длина 2,45—4,00 мм. Тело в основном коричневое. Жгутик усика с члеником fu1, который отчётливо длиннее педицеля, булава длинная (более 3× длиннее своей ширины). POL более чем в 2 раза превышает OOL. Костальная ячейка переднего крыла вентрально густо покрыта волосками. Базальный киль проподеума в виде перевёрнутой V, усечённый мезально, с круглой ямкой базомедиально, окружённой мелкими ареолами, задний край неравномерно скульптурирован. Петиоль короткий (почти равный и в длину и ширину), с вентральным поперечным килем между петиолем и стернитом St1.